# Football Club Tofaga
Il Football Club Tofaga è una società calcistica di Tuvalu fondata nel 1970 a Vaitupu.
Ha vinto Benson e Hedges Cup nel 1997, grazie a una squadra composta da giocatori importanti come Paulson Panapa e Tapugao Falefou che successivamente sono divenuti presidenti del TNFA.
La stagione successiva nel 1998 arriva a conquistare anche la sua prima Coppa dell'Indipendenza di Tuvalu, e successivamente nel 2006 e nel 2010 ne vincerà altre due.
Nel 2006, sotto la guida di Toakai Puapua diventa la prima squadra a vincere la Coppa NBT, e riuscirà a vincere le prime tre edizioni consecutive.

## Palmarès

### Competizioni nazionali
- Benson e Hedges Cup: 1

1997
- Independence Cup: 4

1998, 2006, 2010, 2012
- NBT Cup: 5

2006, 2007, 2008, 2011, 2012
- Christmas Cup: 1

2010
- Giochi di Tuvalu: 2

2010, 2012

### Altri piazzamenti
- Tuvalu A-Division:

Secondo posto: 2011, 2013
- NBT Cup:

Finalista: 2013, 2018
- Independence Cup:

Finalista: 2008, 2009
- Christmas Cup:

Finalista: 2012

## Organico 2012-2013

### Rosa
| N. |                   | Ruolo | Calciatore                 |
| -- | ----------------- | ----- | -------------------------- |
| 1  | Tuvalu (bandiera) | P     | Katepu Sieni               |
| 2  | Tuvalu (bandiera) | D     | Etimoni Timuani (capitano) |
| 3  | Tuvalu (bandiera) | D     | James Lepaio               |
| 4  | Tuvalu (bandiera) | A     | Malakai Alesana            |
| 5  | Tuvalu (bandiera) | D     | George Panapa              |
| 6  | Tuvalu (bandiera) | C     | Uota Ale                   |
| 7  | Tuvalu (bandiera) | C     | Tuilasi Panapa             |
| 8  | Tuvalu (bandiera) | C     | Sitaake Sotaga             |
| 9  | Tuvalu (bandiera) | A     | Falefou Tapugao Jr         |
| 10 | Tuvalu (bandiera) | C     | Eviseni Malau              |

| N. |                   | Ruolo | Calciatore                   |
| -- | ----------------- | ----- | ---------------------------- |
| 11 | Tuvalu (bandiera) | A     | Lutelu Tiute                 |
| 12 | Tuvalu (bandiera) | D     | Onosai Takataka              |
| 13 | Tuvalu (bandiera) | D     | Ali Takataka (vice capitano) |
| 14 | Tuvalu (bandiera) | A     | Tokotasi Nitz                |
| 15 | Tuvalu (bandiera) | P     | Lime Lee                     |
| 16 | Tuvalu (bandiera) | C     | Lawerance Nemia              |
| 17 | Nauru (bandiera)  | A     | Alopua Petoa                 |
| 18 | Tuvalu (bandiera) | D     | Kolone Pokia (vice capitano) |
|    | Tuvalu (bandiera) | C     | Paitela Kelemene             |
|    | Tuvalu (bandiera) | A     | Maio Etimani                 |